# Peter Segal
Peter Segal (ur. 1962) – amerykański reżyser filmowy, który specjalizuje się w realizacji komedii.

## Filmografia
- 1994: Naga broń 33⅓: Ostateczna zniewaga (Naked Gun 33+1⁄3: The Final Insult)
- 1995: Tomcio Grubasek (Tommy Boy)
- 1996: Obywatele prezydenci (My Fellow Americans)
- 2000: Gruby i chudszy 2: Rodzina Klumpów (Nutty Professor II: The Klumps)
- 2003: Dwóch gniewnych ludzi (Anger Management)
- 2004: 50 pierwszych randek (50 First Dates)
- 2005: Wykiwać klawisza (The Longest Yard)
- 2008: Dorwać Smarta (Get Smart)
- 2013: Legendy ringu (Grudge Match)
- 2018: Teraz albo nigdy (Second Act)
- 2020: Mój przyjaciel szpieg (My Spy)
- 2024: Mój przyjaciel szpieg - Wieczne Miasto (My Spy: The Eternal City)